# キッド・カプリ
キッド・カプリ（Kid Capri、本名: デヴィッド・アンソニー・ラヴ・ジュニア、1967年2月7日 - ）は、アメリカ合衆国ニューヨーク市ブロンクス出身のヒップホップDJ、MC、音楽プロデューサー。
数々のミックステープをリリースしており、ヒップホップDJへ与えてきた影響は計り知れず、作品、現場ともにレコードを数秒ごとに素早くつないでいくクイックミックス。また、ハイテンションな煽りのMCなどヒップホップDJの草分け的存在でニューヨークスタイルの基礎といわれる。その功績からTHE WORLD'S GREATEST DJと称される。

## 略歴
1970年代からブロックパーティに通い、8歳でDJを始めたカプリは相棒スターチャイルドとともに Studio 54でプレイするようになり、注目を集める。
その後、ラッセル・シモンズの人気ヒップホップ・バラエティ番組「Def Comedy Jam」にて7シーズンDJをつとめ、ブギ・ダウン・プロダクションズ、ヘヴィ・D、ビッグ・L、グランド・プーバ、クインシー・ジョーンズ等々のアーティストの楽曲のプロデュースも手がけ、1991年にはワーナー・ブラザースより自身のアルバム『The Tape』をリリース。
1997年のパフ・ダディ・ツアーの後、コロンビアレコード傘下のトラックマスターのレーベルと契約し、『Soundtrack to the Street』をリリース。
近年では、自身のレーベル、No Kid's Recordsの活動に力を入れ、Itshiphop.tvの番組に出演した際、現在と今後の活動、日本のヒップホップシーンについて語っている。2007年と2008年にはラキムのDJとして、全米で1番大きなHIP HOPのフェス、Rock the Bellでプレイ。
また、BETのリアリティ・ショウ、“Sminof'fs Master of the Mix”に審査員として出演。シーズン1の成功をうけ、引き続きシーズン2にジャスト・ブレイズ、アンバー・ローズ、ヴィクター・デュプレーとともに出演。
マドンナのアルバム『MDNA』のスミノフナイト・スペシャルバージョン盤に収録の「Masterpiece」のリミックスを担当。マイアミでのアルバム・リリース・パーティにマドンナ本人とともに出演した。

## ミックステープ
彼のスタイルを語る上で最も外せないのが活動の初期からリリースしてきたミックステープである。ブレイクで二枚使い、スクラッチ、アカペラを駆使してミックスし、そこにハイテンションなMCで煽り時には歌い上げたり、まるでヒップホップそのものをDJで表現したミックススタイルは今日のヒップホップDJの基盤となっており、彼をNo.1 DJと崇めるものは世界中に存在する。
また、ヒップホップ、ラップものに限らずソウル、ファンク、レゲエ、R&B等ブラックミュージックを中心に幅広い選曲で二枚使いやトリックプレイを披露し、そこに納められた楽曲は現在では定番といわれるものでも彼のミックステープによってクラシックとなっていった楽曲は多数存在する。

## ディスコグラフィー

### アルバム
- The Tape (1991)
- Soundtrack to the Streets (1998)

### シングル
- Apollo (1991)
- Joke's On You Jack (1991)
- Put It On (With Big L) (1995)
- Unify (1998)

### ビデオ
- Put It On (1995 off Big L's Lifestylez ov da Poor & Dangerous)
- We Celebrate (2007 off Ghostface Killah's The Big Doe Rehab)
- "Crossover" (1992 off EPMD's Business Never Personal)

## フィルモグラフィ
- Who's the Man? as himself (1993)
- A Get2Gether as Dee Jay (2005)